# لوله شیشه‌ای
لوله‌های شیشه‌ای قطعاتی توخالی از انواع شیشه‌های مختلف (مانند بوروسیلیکات، سنگ چخماق، آلومینیو سیلیکات، آهک سوددار، شیشه کوآرتز) می‌باشند؛ که در زمینه‌های گسترده ایی از جمله وسایل آزمایشگاهی، کاربردهای نورپردازی، سیستم‌های حرارتی خورشیدی همچنین بسته‌بندی دارویی کاربرد دارند.

## تاریخچه
تا اواخر قرن ۱۹ لوله‌های شیشه ایی به‌طور گسترده با دمیدن در داخل شیشه از طریق دهان ساخته می‌شد. در سال 1912 E.danner دنر (شرکت شیشه Libby) اولین فرایند تولید لولهٔ شیشه ایی پیوسته را در آمریکا راه اندازی کرد که این فرایند در جهت افقی انجام می‌شد در سال ۱۹۱۸ این روش به نام دنر ثبت شد. در سال 1929 سانچز ولو(L. Sanches-Vello) یک فرایند عمودی برای تولید لوله شیشه ایی در فرانسه ارائه کرد.

## فرایند تولید
لوله‌های شیشه‌ای در انواع مختلفی از شیشه‌ها و در اندازه‌های مختلفی از میلی‌متر تا چندین سانتی‌متر ساخته می‌شوند. در اغلب فرایندهای تولید، لولهٔ شیشه ایی با طول بینهایت از مذاب شیشه خارج شده و با استفاده از دستگاه برش در طول حدودی ۱٫۵ متر بر روی غلتک‌ها بریده می‌شوند.
سه روش رایج در این زمینه موجود می‌باشد که با توجه به جهت کشش شیشه (افقی یا عمودی و …)با یکدیگر متفاوت می‌باشند.

خط تولید شیشه لوله ایی

### کشش در جهت افقی

#### فرایند دنر
در فرایند دنر شیشهٔ مذاب از منبع تغذیه به صورت یک نوار به روی یک سیلندر سرامیکی دوار که به سمت پایین متمایل است اضافه می‌گردد این سیلندر همان لولهٔ دنر می‌باشد از طریق این لولهٔ توخالی در درون شیشه گازی دمیده می‌شود تا از فروپاشی شکل شیشه جلوگیری کند در نوک لوله طرح لولهٔ شیشه ایی شکل می‌گیرد سپس لولهٔ شیشه ایی در جهت خط افقی خمیده شده و کشیده می‌شود اگر سرعت تولید لوله ثابت باشد با افزایش فشار گاز دمیده شده قطر لوله افزایش و ضخامت آن کاهش می‌یابد با استفاده از این روش ضخامت لوله ۲ تا ۶۰ میلی‌متر متغیر می‌باشد.

لولهٔ شیشه در فرایند دنر

#### فرایند ولو
در فرایند ولو مذاب شیشه از طریق یک شکاف حلقوی از پایین یک منبع تغذیه خارج می‌شود این شکاف بین یک نازل خروجی منبع و یک ماندرل طولانی (که ارتفاع آن قابل تنظیم است)، قرار دارد. در این قسمت لوله توسط هوای فشرده ایی که از ماندرل می‌آید باد می‌شود لولهٔ شیشه ایی که ابتدا در جهت عمودی خارج شده بود پس از مسافتی کوتاه در جهت افقی خم می‌گردد. یکی از ویژگی‌های طراحی که در تعیین یکپارچگی ضخامت لوله اهمیت دارد ماندرل می‌باشد، ماندرل می‌بایست با نازل منبع خروجی دقیقاً همرکز باشد در غیر این صورت ضخامت لوله نامتعارف گردیده و در محیط لوله ثابت نمی‌باشد بنابراین در ابتدا لوله دارای ضخامت‌های مختلفی می‌باشد که پس از خم شدن متعادل می‌گردد. با استفاده از این روش لوله‌هایی با قطر ۱٫۵ الی ۷۰ میلی‌متر قابل تولید می‌باشد میزان تولید در این روش از روش دنر بیشتر می‌باشد. فرایندهای دنر و ولو عموماً برای تولید لوله‌های شیشه ایی نازک با قطر نسبتاً کم استفاده می‌شوند. توان تولیدی این روش‌ها به ۵۵ تن در روز می‌رسد.

فرایند ولو

### کشش عمودی به سمت پایین
روش کشش به سمت پایین در واقع همان روش ولو می‌باشد اما بر خلاف روش ولو لولهٔ شیشه ایی منحرف نمی‌شود و مستقیماً در جهت عمودی کشیده می‌شود. در این روش لوله‌ها با قطر حداکثر ۳۰۰ میلی‌متر و ضخامت ۲ تا ۱۰ میلی‌متر قابل تولید است.

### کشش عمودی به سمت بالا
در این فرایند لولهٔ شیشه توسط ماندرل ساخته نمی‌شود بلکه مستقیماً از سطح حمام مذاب کشیده می‌شود توسط یک نازل از زیر، هوا به درون لوله شیشه ایی دمیده می‌شود همچنین این نازل وظیفهٔ شکل‌دهی به لولهٔ شیشه ایی را دارد بنابراین ثابت می‌ماند. از آنجایی که کیفیت و سرعت تولید شیشه در روش عمودی پایین بوده این روش امروزه کمتر مورد استفاده قرار می‌گیرد و دارای اهمیت علمی نیز نمی‌باشد.

### روش‌های دیگر
لوله‌های شیشه ایی با قطر ۲۰ الی ۱۰۰ سانتی‌متر که عموماً در کارخانه‌های شیمیایی مورد استفاده قرار می‌گیرند با استفاده از روش‌های سانتریفیوژ یا دمیدن تولید می‌شوند بنابراین تنها تولید لوله‌ها با حداکثر طول نهایی یک متر امکان‌پذیر است.

## اصلاحات محصول
اصلاح لوله‌های شیشه ایی به روش‌های آزمایشگاهی خاصی نیاز ندارد بلکه با استفاده از روش‌ها و اصول پایه ایی امکان اصلاح وجود دارد. برای تولید قطعات کوچک شیشه از یک قطعه بزرگ‌تر از کاتر شیشه استفاده می‌شود. لبهٔ لوله‌ها که به وسیله شعله قطع شده‌اند قبل از مصرف باید زبری زدایی شوند. لوله‌های شیشه را می‌توان با استفاده از چراغ بنزنی با شعلهٔ قرمز خمیده کرد برای اینکه بتوان به انتهای این لوله‌ها، لوله‌های پلاستیکی و لاستیکی اضافه نمود به انتهای آن هایک تبدیل خاص به منظور اینکه اتصالی محکم تر و آب بند تر داشته باشیم اضافه می‌شود.

## کاربردها
لوله، میله و پروفیل شیشه ایی از انواع شیشه‌های مختلف ساخته می‌شوند انواع این لوله‌ها می‌توان در بازارهای گوناگونی از جمله دارو، صنعتی و تکنولوژی همچنین به‌طور اخص تر:
لوله‌های اندازه‌گیری
لامپ‌ها مهتابی و هالوژن
بسته‌بندی مواد دارویی
طراحی داخلی
نور پردازی
انتقال سیستم‌های پنوماتیک
صنایع الکترونیک

## تولیدکنندگان در جهان
- Four Stars Glass Tube Co. , Ltd
- Nipro Glass
- Gerresheimer AG
- SCHOTT AG

## پیوندها
- فیلم تولید لوله شیشه ایی
- ویژگی‌های لوله شیشه ایی
- تغییر شکل لوله شیشه ایی
- تجهیرات آزمایشگاهی شیشه ایی